# Ross County Football Club 2024-2025
Questa voce raccoglie le informazioni riguardanti il Ross County Football Club nelle competizioni ufficiali della stagione 2024-2025.

## Stagione
- In Scottish Premiership il Ross County si classifica all'11º posto (37 punti), dietro al Dundee e davanti al St. Johnstone. Perde i play-out contro il Livingston (3-5 complessivo), retrocedendo così in Championship
- In Scottish Cup viene eliminato al quarto turno dal Livingston (2-3 d.t.s.).
- In Scottish League Cup viene eliminato al secondo turno dagli Spartans (0-1).

## Maglie e sponsor
Il fornitore tecnico per la stagione 2024-2025 è Macron, mentre lo sponsor ufficiale è Ross-shire Engineering.
| Casa | Trasferta |

## Rosa
| N. |                        | Ruolo | Calciatore      |
| -- | ---------------------- | ----- | --------------- |
| 1  | Scozia (bandiera)      | P     | Ross Laidlaw    |
| 2  | Inghilterra (bandiera) | D     | Connor Randall  |
| 3  | Galles (bandiera)      | D     | Ryan Leak       |
| 4  | Inghilterra (bandiera) | D     | Akil Wright     |
| 5  | Scozia (bandiera)      | D     | Ricki Lamie     |
| 6  | Scozia (bandiera)      | C     | Scott Allardice |
| 8  | Scozia (bandiera)      | C     | Ross Callachan  |
| 9  | Scozia (bandiera)      | A     | Eamonn Brophy   |
| 10 | Inghilterra (bandiera) | A     | Yan Dhanda      |
| 11 | Inghilterra (bandiera) | C     | Joshua Sims     |
| 12 | Inghilterra (bandiera) | C     | Max Sheaf       |
| 14 | Canada (bandiera)      | C     | Victor Loturi   |
| 15 | Scozia (bandiera)      | A     | Simon Murray    |
| 16 | Inghilterra (bandiera) | D     | George Harmon   |

| N. |                           | Ruolo | Calciatore       |
| -- | ------------------------- | ----- | ---------------- |
| 17 | Scozia (bandiera)         | C     | Jay Henderson    |
| 18 | Galles (bandiera)         | C     | Eli King         |
| 19 | Inghilterra (bandiera)    | D     | Elijah Campbell  |
| 20 | Polonia (bandiera)        | D     | Kacper Łopata    |
| 21 | Inghilterra (bandiera)    | C     | Teddy Jenks      |
| 22 | Inghilterra (bandiera)    | C     | Jordan Tillson   |
| 24 | RD del Congo (bandiera)   | D     | Michee Efete     |
| 26 | Scozia (bandiera)         | A     | Jordan White     |
| 28 | Rep. del Congo (bandiera) | D     | Loick Ayina      |
| 30 | Scozia (bandiera)         | D     | Dylan Smith      |
| 35 | Inghilterra (bandiera)    | D     | Will Nightingale |
| 40 | Inghilterra (bandiera)    | P     | George Wickens   |
| 42 | Galles (bandiera)         | D     | Ryan Leak        |
| 43 | Scozia (bandiera)         | D     | Josh Reid        |